# Орцы (озеро)
О́рцы, О́рцевское, Орце (бел. О́рцы, О́рцаўскае возера) — озеро в Миорском районе Витебской области в бассейне реки Мерица (приток Западной Двины), в 8 км к северо-востоку от города Миоры. Около озера расположены деревни Попки́ и Орцы.
Площадь поверхности озера 1,94 км². Длина 4,84 км, максимальная ширина 0,93 км, длина береговой линии — 13,38 км. Максимальная глубина озера достигает 19,2 м, средняя около 5,6 м. Объём воды — 11,02 млн м³. Площадь водосбора 11,1 км². Высота над уровнем моря — 133 м.
Котловина озера ложбинного типа, сильно вытянута с севера на юг и состоит из двух плёсов. Склоны котловины высотой от 2—3 до 10—12 метров, распаханные, местами поросшие кустарником и лесом. Береговая линия сильно изрезана и образует несколько узких заливов. Берега высотой от 0,1—0,2 до 0,3—0,5 м, песчаные, поросшие кустарником, местами заболоченные. Зона мелководья имеет ширину 3—5 метров и расширяется до 50—80 метров в северном плёсе. Глубины до 2 м занимают около 10 % площади озера. На озере 2 острова общей площадью 1,9 га.
Минерализация воды составляет 130 мг/л, прозрачность — 3,2 м. Озеро мезотрофное с признаками олиготрофии. Поверхностного стока нет.
Водоём подвержен зарастанию. Растительность (уруть, рдесты, элодея, харовые водоросли) распространена до глубины 3—3,2 м.
В озере обитают щука, лещ, окунь, плотва, линь и другие виды рыб. В 2020 году озеро зарыблялось сазаном, щукой и белым амуром.